# Arquidiocese de Braga
A Arquidiocese de Braga (Archidiœcesis Bracarensis) é uma Arquidiocese Metropolitana portuguesa sediada em Braga, tendo o seu prelado o título de Primaz das Espanhas. Tem 8 Dioceses sufragâneas integradas na sua Província Eclesiástica.
Data, pelo menos, do século III, sendo conhecido do primeiro período da sua história apenas o Bispo Paterno cujo nome figura nas atas do Concílio de Toledo de 397. Não obstante, a tradição faz de São Pedro de Rates o primeiro bispo da cidade, cerca do ano 45 da nossa era.
Por doação do Conde D. Henrique, de 1112 a 1790 os Arcebispos de Braga detiveram o senhorio de juro e herdade da cidade de Braga, com jurisdição temporal. Nesse período o título oficial dos prelados bracarenses era Arcebispo e Senhor de Braga, Primaz das Espanhas.
Desde 2022 é Arcebispo Primaz de Braga Dom José Cordeiro. Tem atualmente como Bispo-auxiliar D. Delfim Gomes. Possui 551 paróquias servidas por 495 padres, contando com 990 mil habitantes, com 91,8% da população jurisdicionada batizada.

## Território
A arquidiocese inclui o distrito de Braga e trinta paróquias no distrito do Porto, localizado ao norte do rio Ave, nos municípios de Santo Tirso, Póvoa de Varzim e Vila do Conde.
A sé do arcebispo é a cidade de Braga, onde fica a catedral de Santa Maria.
O território se estende por 2.832 km² e abrange 551 paróquias, agrupadas em 3 áreas pastorais e 14 arciprestados: Amares, Barcelos, Braga, Cabeceiras de Basto, Celorico de Basto, Esposende, Fafe, Guimarães e Vizela, Póvoa de Lanhoso, Terras de Bouro, Vieira do Minho, Vila do Conde / Póvoa de Varzim, Vila Nova de Famalicão, Vila Verde.

## História
Brácara Augusta era a antiga capital da província romana da Galécia, bem como a capital do Cnvento Bracarense. O Cristianismo logo encontrou raízes na população, conforme documentado por muitos santos e mártires reverenciados pela tradição local. A diocese foi erigida nos primórdios do Cristianismo. Embora uma tradição lendária enumere bispos desde o século I, o primeiro bispo com evidências históricas é o Bispo Paterno, que aparece no Concílio de Toledo, em 397. Na primeira metade do século V, a Sé Bracarense foi elevada à sé metropolitana; quando foi ereta a Sé Metropolitana de Lugo (569), a Braga se juntaram as dioceses sufragâneas de Dumio, Magneto, Coimbra, Lamego, Idanha e Viseu. Assim, já no primeiro período de existência Braga tinha dignidade metropolítica, com jurisdição sobre todo o noroeste da Península (Galécia), tendo dela dependentes os bispados de Conímbriga, Viseu, Dume, Lamego, Porto e Egitânia.
Como metrópole galiciana, Braga foi sede de alguns concílios provinciais. Três deles são conhecidos: o Concílio de 561, sob a presidência de Lucrécio; o Concílio de 572, liderado pelo bispo Martinho de Dume; e o Concílio de 675, presidido pelo arcebispo Leodegísio Julião. As origens do antigo rito de Braga remontam ao século VI e ainda estão em vigor na arquidiocese. Em 569, o Concílio de Lugo provavelmente concedeu o título de Primaz das Espanhas aos arcebispos de Braga.
Durante o dominação Sueva no século VI, o território da arquidiocese foi reorganizado graças, sobretudo, ao trabalho de São Martinho, abade de Dumio, perto de Braga, que obteve que sua antiga sede monástica fosse elevada ao posto de diocese; ao mesmo tempo surgiram outras dioceses, provavelmente com território desmembrado do território de Braga (Viseu, Lamego e Tui). Do período suévico-visigótico conhecem-se os nomes de 12 Prelados bracarenses.
Aquando da invasão árabe-sarracena (cerca de 745), Braga ficou sob domínio islâmico e os seus Bispos passaram a residir em Lugo. A partir desta data, os arcebispos usarão os títulos de Lugo e Braga. Em 832, a cidade de Braga estava sujeita à jurisdição da arquidiocese de Lugo e Braga, e essa situação continuou até 1070, quando a arquidiocese de Braga foi restaurada na cidade recapturada pelos cristãos. O primeiro bispo da Sé restaurada é Pedro, mencionado pela primeira vez em um documento datado de 1 de maio de 1070.
Após a reconquista cristã, mesmo antes da fundação da Monarquia, foi definitivamente restaurada a Arquidiocese (1070), tomando o seu arcebispo o título de metropolita de Braga. Depois de contendas com a Sé de Compostela, Pascoal II, em 1103, dá a Braga como sufragâneas as Dioceses de Porto, Coimbra, Lamego e Viseu (em Portugal), e mais cinco em território da Espanha.
Célebre ficou também a contenda com Toledo sobre a primazia — ainda hoje, de resto, o arcebispo de Braga usa o título de Primaz das Espanhas. Nos fins do século XIV, as Dioceses dos reinos de Leão e Galiza deixaram de prestar obediência a Braga. A área da Arquidiocese foi posteriormente reduzida com a criação das Dioceses de Miranda (1545), Bragança (1770), Vila Real (1922) e Viana do Castelo (1977) e ainda pela anexação à de Bragança-Miranda do Arcediagado de Moncorvo (1881). De igual forma, a elevação de Lisboa a arquidiocese em 1394 subtraiu ao seu controlo as antigas sufragâneas do Sul do País.
A Sé sofreu um período de sede vacante entre 1641 e 1654, durante a Guerra da Restauração, devido a uma combinação de fatores, nomeadamente o apoio a D. Filipe III pelo Arcebispo D. Sebastião de Matos de Noronha (que o viu aprisionado) e a falta de consenso papal sobre a nomeação de um novo Arcebispo com o arrebentar da guerra.
Entre as particularidades mais notáveis desta Sé, considerada das mais antigas da Península Ibérica, está a de possuir um rito litúrgico próprio (rito bracarense), semelhante ao rito romano; aquando da reforma litúrgica tridentina, Braga pôde manter os seus livros, por terem mais de 200 anos e pelo cuidado que teve nisso o Arcebispo D. Frei Bartolomeu dos Mártires; depois de algumas tergiversações resultantes da tentativa de introduzir o rito romano, o bracarense foi restaurado pelo Sínodo de 1918: os novos breviário e missal, aprovados por bulas de 1919 e 1924 respectivamente, tomaram-se obrigatórios em toda a Arquidiocese em 1924. O rito bracarense permanece válido, mesmo depois da reforma litúrgica do Concílio Vaticano II, mas o seu uso tornou-se facultativo, aquando desta reforma, em 18 de Novembro de 1971.
Em 14 de dezembro de 1984, com a carta apostólica Omnes fere, o Papa João Paulo II confirmou São Martinho como padroeiro principal da arquidiocese.
Entre os arcebispos de Braga, dois tiveram grande relevância na história da Igreja Católica: Maurice Bourdin, defensor da Primazia de Braga sobre a Arquidiocese de Toledo e que se tornou o Antipapa Gregório VIII (1118), e um papa, Pedro Julião, eleito para o trono papal com o nome de João XXI (1276).

## Ordinários
Segue-se uma lista com o nome dos ordinários da Arquidiocese de Braga. Os bispados considerados lendários estão assinalados com um asterisco.

### Bispos de Braga
1. São Pedro de Rates (45-60) *
2. São Basílio de Braga (60-95) *
3. Santo Ovídio (95-130) *
4. Policarpo (130-200) *
5. Serfriano (200-230) *
6. Fabião (230-245) *
7. Félix (245-263) *
8. São Secundo (263-268) *
9. Caledónio (268-270) *
10. São Narciso (270-275) *
11. Paterno I (275-290) *
12. Grato (290-299) *
13. São Salomão (299-300) *
14. Sinágrio (300-326) *
15. São Lenóncio (326-328) *
16. Apolónio (328-366) *
17. Idácio I (366-381) *
18. Lampádio (381-400) *

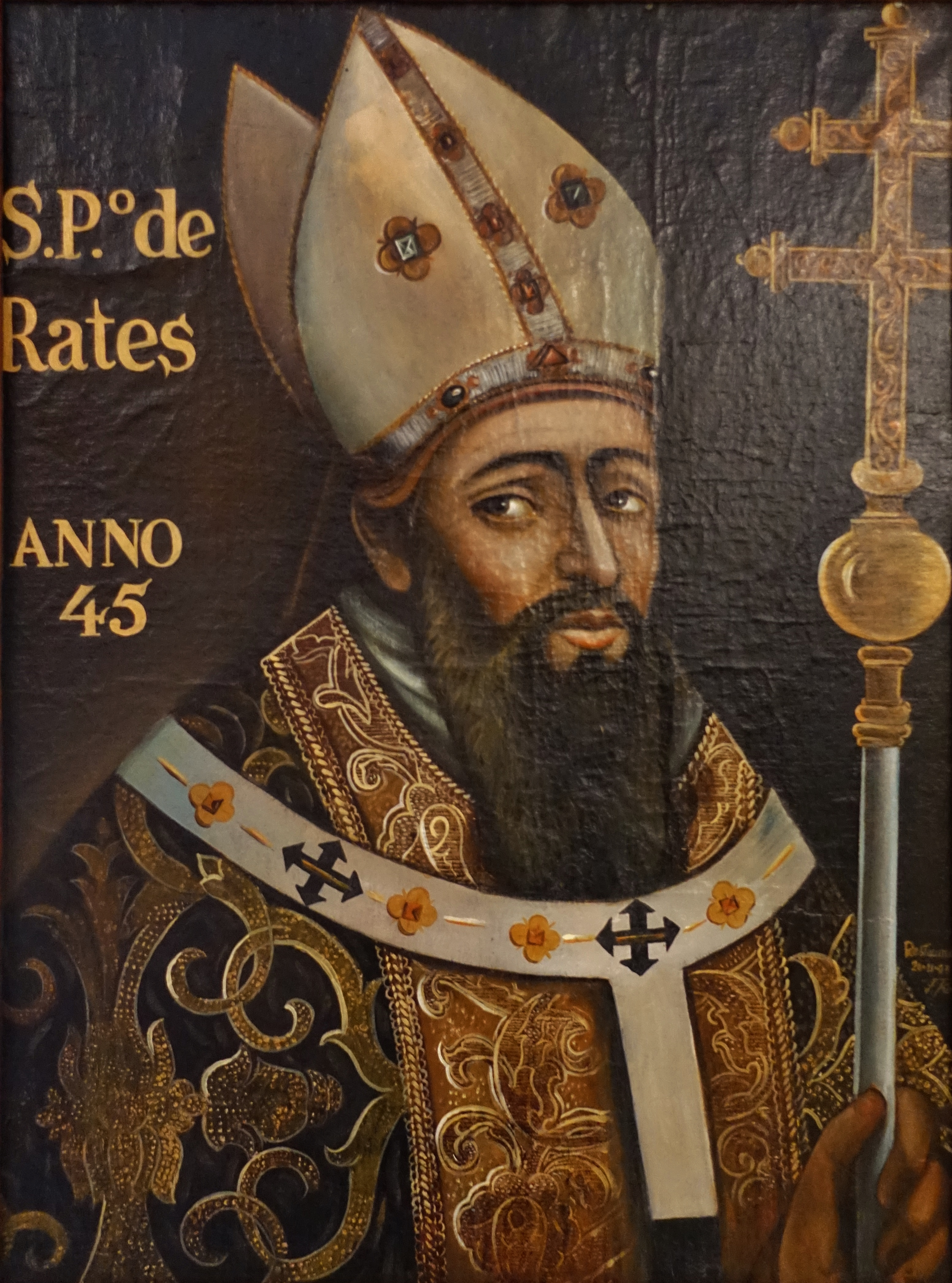
São Pedro de Rates, primeiro bispo de Braga

19. São Paterno II (400-405), primeiro bispo historicamente referenciado
20. São Profuturo I (405-410) *
21. Pancracio ou Pancraciano (410-417) *

### Arcebispos de Braga
1. D. Balcónio (417-456)
2. D. Valério I (456-494) *
3. D. Idácio II (494-518) *
4. D. Apolinário (518-524) *
5. D. Castino (524-525)*
6. D. Valério II (525-527) *
7. D. Ausberto (527-537) *
8. D. Julião I (537-538) *
9. D. Profuturo II (538-550)
10. D. Eleutério (550-561) *
11. D. Lucrécio (561-562)

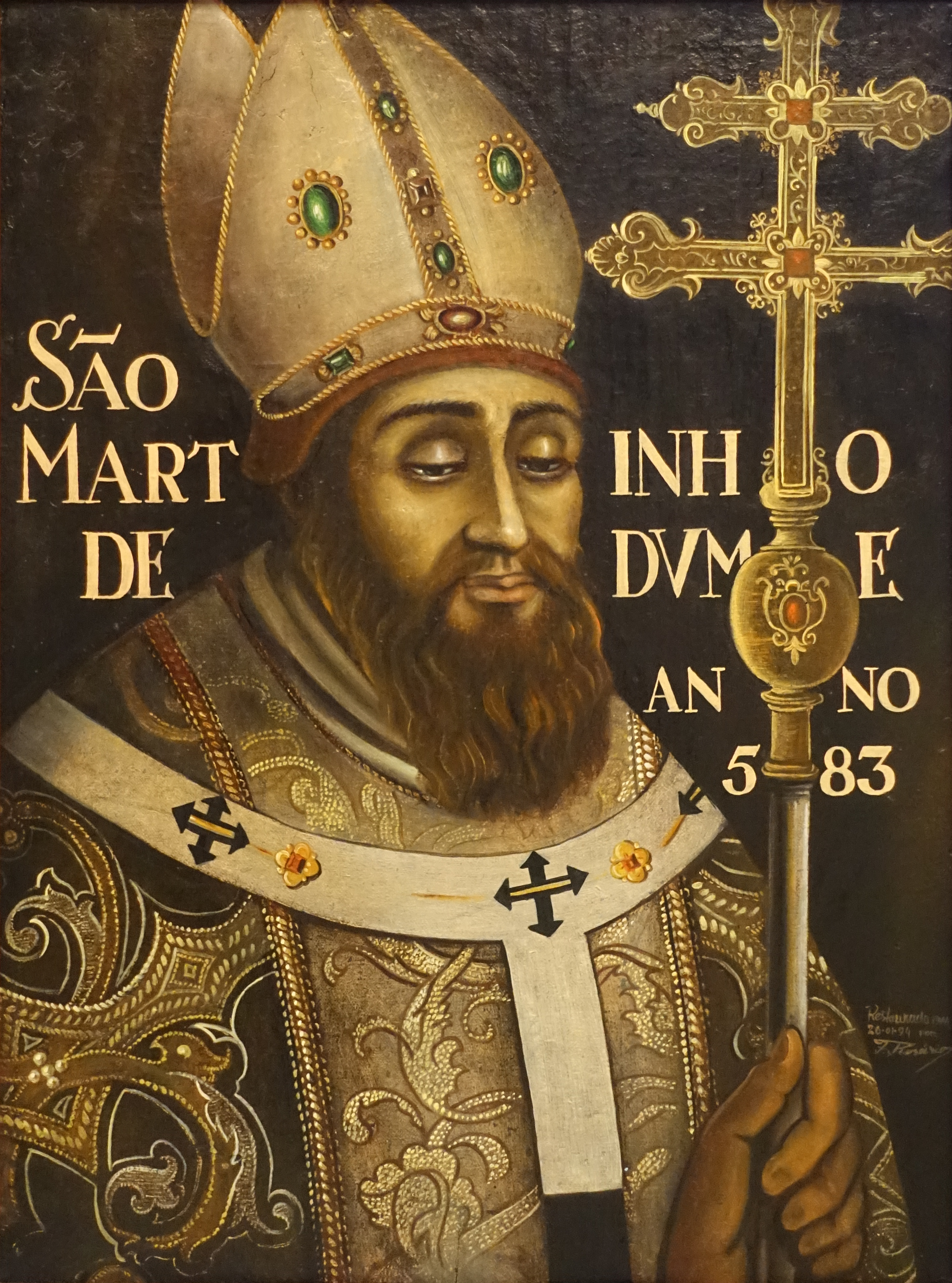
Bispo Martinho de Dume e Braga.

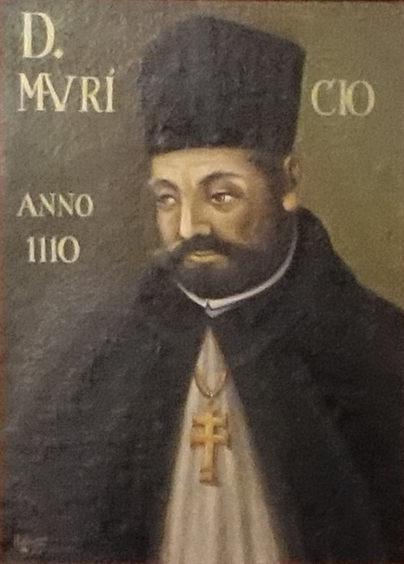
Maurício Burdino, o 1º Senhor de Braga, que viria a se tornar o Antipapa Gregório VIII.

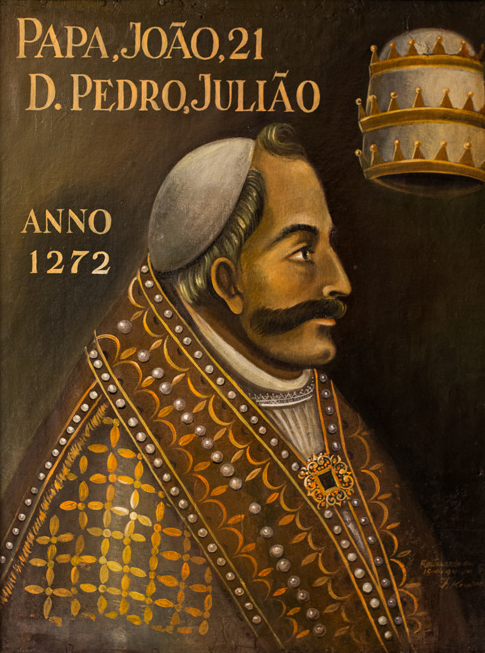
Dom Pedro Julião, que viria a se tornar o Papa João XXI.

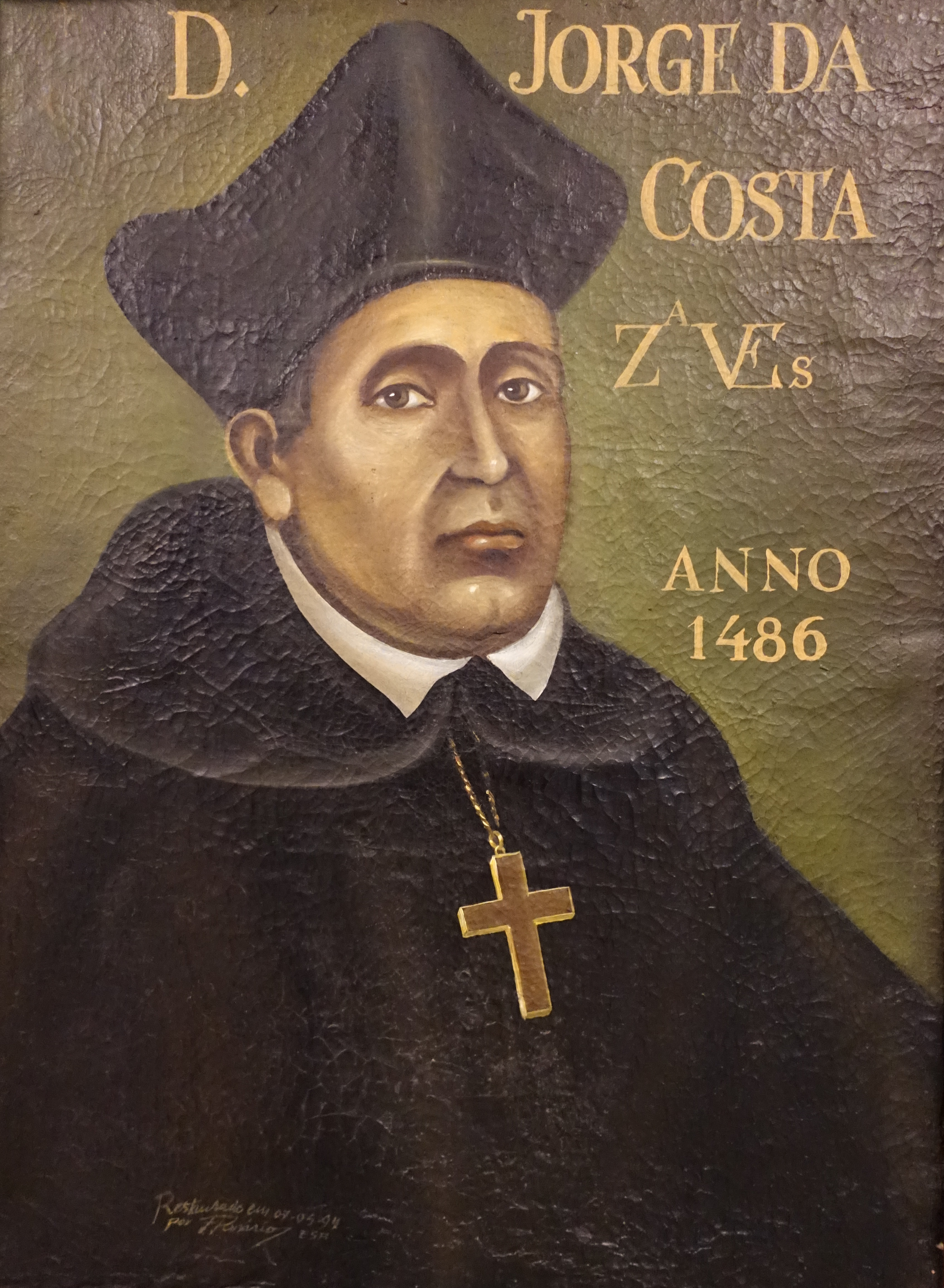
Dom Jorge da Costa, o Cardeal da Alpedrinha.

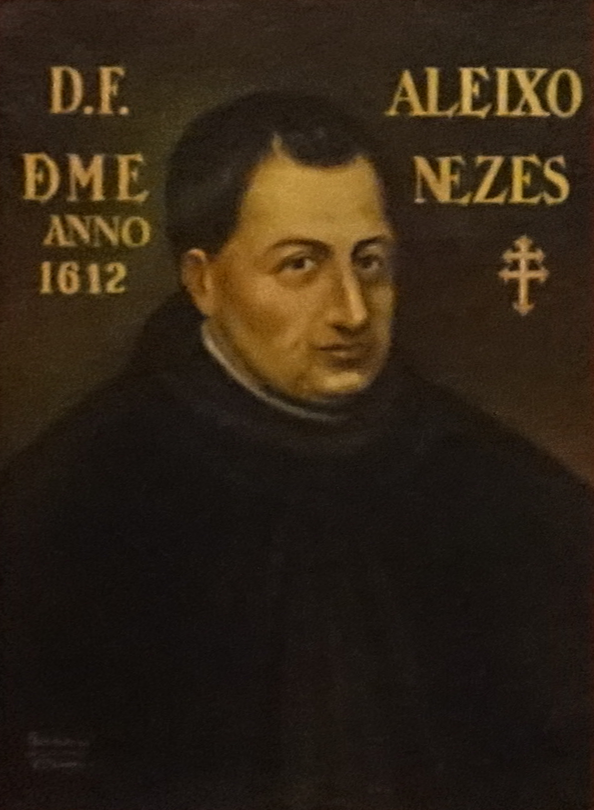
D. Frei Aleixo de Menezes, que também serviria como Governador da Índia, quando era Arcebispo de Goa e como Governador de Portugal.

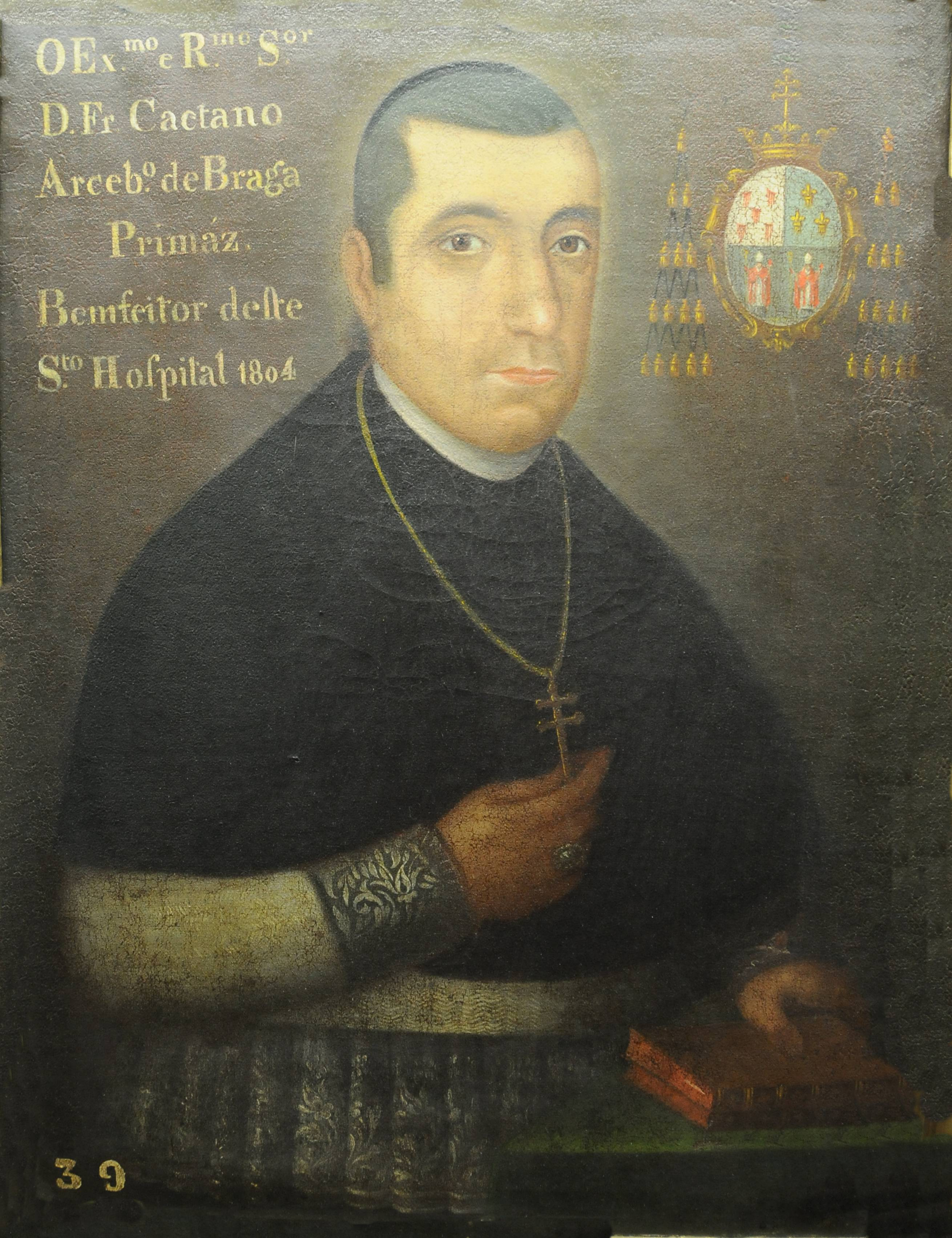
D. Frei Caetano da Anunciação Brandão, último Senhor de Braga.

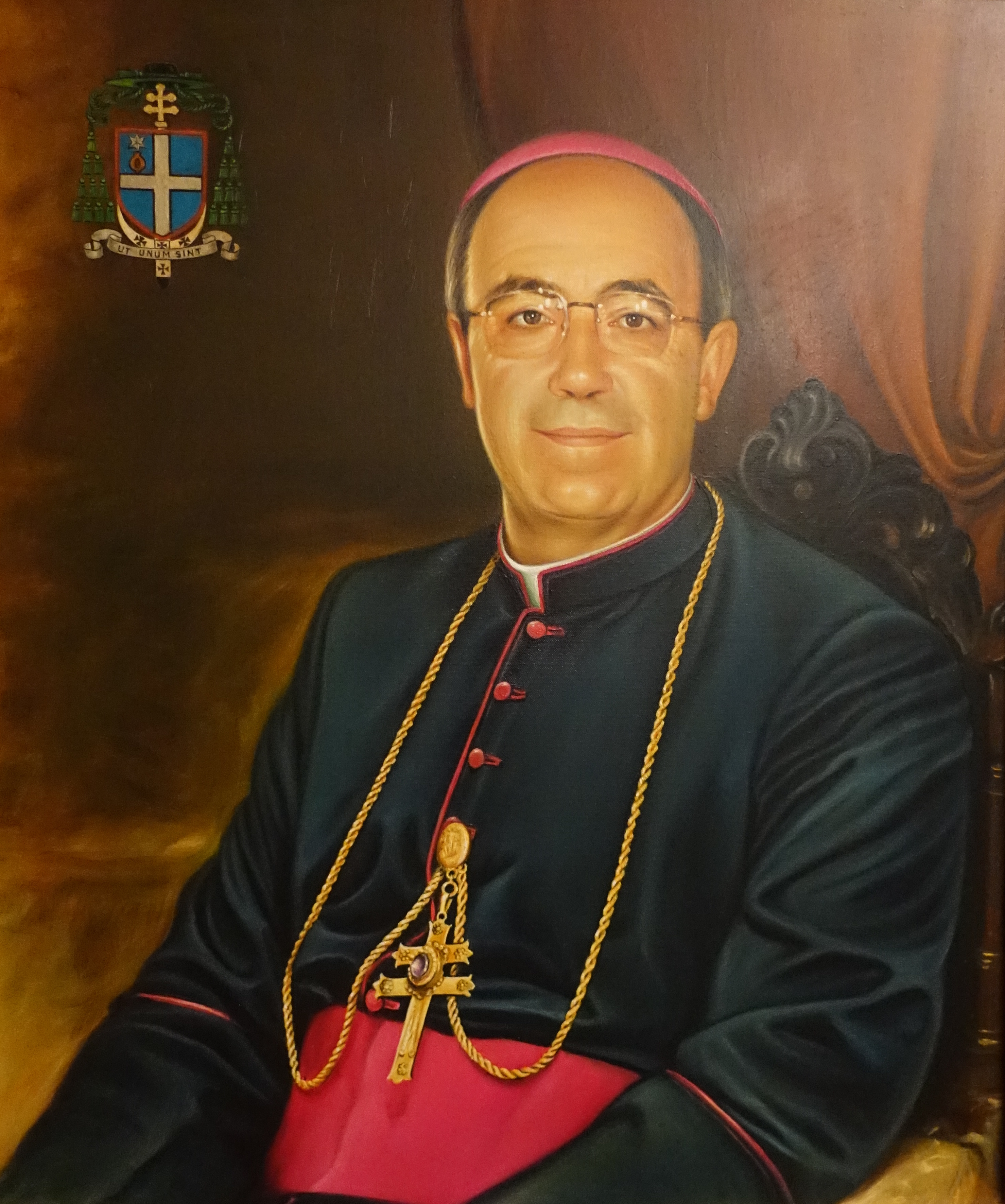
Dom Jorge Ortiga, primeiro Arcebispo Primaz deste século.

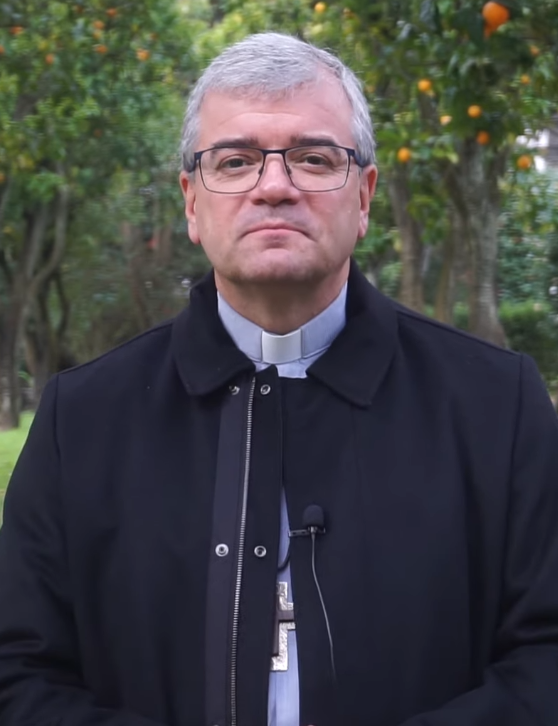
Dom José Manuel Garcia Cordeiro, o atual Arcebispo Primaz de Braga.

12. São Martinho de Dume e Braga, Apóstolo dos Suevos (562-579)
13. D. Pantardo (580-589)
14. D. Benigno (589-612) *
15. D. Tolobeu (612-633) *
16. Julião II (633-653)
17. D. Potâmio (653-656)
18. São Frutuoso de Dume e Braga (656-660)
19. D. Manucino (660-661) *
20. D. Pancrácio (661-675) *
21. D. Leodegísio Julião ou Leodecísio Julião (675-678)
22. D. Liúva (678-681)
23. D. Quirico (681-687) *
24. D. Faustino (688-693)
25. São Félix Torcato ou São Torcato Félix (693-734), último bispo residente em Braga até à elevação arquiepiscopal em 1070, devido à invasão muçulmana; os seus sucessores estabeleceram-se em Lugo, na Galiza
26. São Vítor de Braga (734-736)
27. D. Erónio (736-737) *
28. D. Hermenegildo (737-738) *
29. D. Tiago (738-740) *
30. D. Odoário (740-780)
31. D. Ascárico de Braga (780-811) *
32. D. Argimundo (821-832) *
33. D. Nostiano (832) *
34. D. Ataulfo (832-840)
35. D. Ferdizendo (840-842) *
36. D. Dulcídio (842-850) *
37. D. Gladila (850-867)
38. D. Gomado (867-875) *
39. D. Flaviano Recaredo (875-881)
40. D. Flaviano (881-889) *
41. D. Argimiro (889-910) *
42. D. Teodomiro (910-924) *
43. D. Hero (924-930)
44. D. Silvatano (930-942) *
45. D. Gundisalvo ou Gonçalo (942-950)
46. D. Hermenegildo (951-985)
47. D. Pelágio ou Paio (986-1003)
48. D. Diogo ou Tiago (1003-1004)
49. D. Flaviano (1004-1017)
50. D. Pedro (1017-1058)
51. D. Maurelo (1058-1060)
52. D. Sigefredo (1060)
53. D. Vistrário (1060-1070)
54. D. Pedro (I) de Braga (1071–1091)
55. São Geraldo de Moissac (1096–1108)
56. D. Maurício Burdino (1109–1118), 1.º Senhor de Braga, depois antipapa Gregório VIII
57. D. Paio Mendes (1118–1137), 2.º Senhor de Braga
58. D. João (I) Peculiar (1139–1175), 3.º Senhor de Braga
59. D. Godinho (1176–1188), 4.º Senhor de Braga
60. D. Martinho (I) Pires (1189–1209), 5.º Senhor de Braga
  - D. Pedro (II) Mendes (1209–1212), eleito
61. D. Estêvão Soares da Silva (1213–1228), 6.º Senhor de Braga
62. D. Sancho (I) (1229), 7.º Senhor de Braga
63. D. Silvestre Godinho (1229–1240), 8.º Senhor de Braga
64. D. Gualtério (1240–1245), 9.º Senhor de Braga
65. D. João (II) Egas (1245–1251), 10.º Senhor de Braga
66. D. Sancho (II) (1251–1255), 11.º Senhor de Braga
67. D. Martinho (II) Geraldes (1255–1271), 12.º Senhor de Braga
68. D. Pedro (III) Julião (1272–1274), 13.º Senhor de Braga, depois Papa João XXI da Igreja Católica
69. D. Sancho (III) (1275), 14.º Senhor de Braga
70. D. Cardeal Ordonho Alvares (1275–1278), 15.º Senhor de Braga
71. D. Frei Telo (1279–1292), 16.º Senhor de Braga
72. D. Martinho (III) Pires de Oliveira (1295–1313), 17.º Senhor de Braga
73. D. João (III) Martins de Soalhães (1313–1325), 18.º Senhor de Braga, antes bispo de Lisboa
74. D. Gonçalo Pereira (1326–1348), 19.º Senhor de Braga, antes bispo de Évora e bispo de Lisboa
75. D. Guilherme de la Garde (1349–1361), 20.º Senhor de Braga
76. D. João (IV) de Cardaillac (1361–1371), 21.º Senhor de Braga
77. D. Vasco Fernandes de Toledo (1371–1372), 22.º Senhor de Braga, antes bispo de Lisboa
  - D. Martinho (IV) de Zamora (1372), eleito, não confirmado pelo Papa; também bispo de Silves e bispo de Lisboa
78. D. Lourenço Vicente (1374–1397), 23.º Senhor de Braga
79. D. João (V) Garcia (1397–1398), 24.º Senhor de Braga
80. D. Martinho (V) Afonso de Miranda ou Martinho Afonso da Charneca (1398–1416), 25.º Senhor de Braga, antes bispo de Coimbra
81. D. Fernando da Guerra (1416/1417–1467), 27.° Senhor de Braga, antes bispo do Algarve e do Porto
82. D. Luís (I) Pires (1468–1480), 28.º Senhor de Braga
83. D. João (VI) de Melo (1481), 29.º Senhor de Braga
  - D. João (VII) Galvão (1482–1485), eleito, também bispo de Coimbra-conde de Arganil
84. D. Jorge (II) Vaz da Costa (1486–1501), 30.º Senhor de Braga
85. D. Cardeal Jorge (III) da Costa (1501–1505), 31.º Senhor de Braga, dito Cardeal da Alpedrinha, administrador da diocese a partir de Roma
86. D. Diogo (I) de Sousa (1505–1532), 32.º Senhor de Braga
87. D. Cardeal-Rei D. Henrique (1533–1540), 33.º Senhor de Braga
88. D. Frei Diogo (II) da Silva, O.F.M. (1540–1541), 34.º Senhor de Braga
89. D. D. Duarte de Portugal (1542–1543), 35.º Senhor de Braga
90. D. Manuel (I) de Sousa (1545–1549), 36.º Senhor de Braga
91. D. Frei Baltasar Limpo (1550–1558), 37.º Senhor de Braga
92. Frei São Bartolomeu Fernandes dos Mártires, O.P. (1559–1581), 38.º Senhor de Braga
93. D. João (VIII) Afonso de Menezes (1581–1587), 39.º Senhor de Braga
94. D. Frei Agostinho de Jesus (1588–1609), 40.º Senhor de Braga, nascido Pedro de Castro
95. D. Frei Aleixo de Meneses (1612–1617), 41.º Senhor de Braga
96. D. Afonso Furtado de Mendonça (1618–1626), 42.º Senhor de Braga, também bispo da Guarda, bispo de Coimbra-conde de Arganil, arcebispo de Lisboa e vice-rei de Portugal
97. D. Rodrigo (I) da Cunha (1627–1635), 43.º Senhor de Braga, também arcebispo de Lisboa
98. D. Sebastião de Matos de Noronha (1635–1641), 44.º Senhor de Braga, também bispo de Elvas; suspeito de conjura contra D. João IV morreu na Torre de Belém
99. D. Pedro (IV) de Lencastre (1654-1670), 45.º Senhor de Braga, antes bispo da Guarda e arcebispo de Évora e depois 5.º Duque de Aveiro
100. D. Veríssimo de Lencastre (1670–1677), 46.º Senhor de Braga
101. D. Luís (II) de Sousa (1677–1690), 47.º Senhor de Braga
102. D. José (I) de Menezes (1690–1696), 48.º Senhor de Braga
103. D. João (IX) de Sousa (1696–1703), 49.º Senhor de Braga, depois arcebispo de Lisboa
104. D. Rodrigo (II) de Moura Teles (1704–1728), 50.º Senhor de Braga
  - Cardeal D. João da Mota e Silva (1732), eleito, não obteve confirmação pontifícia
105. Infante D. José de Bragança (1741–1756), 51.º Senhor de Braga
106. Infante D. Gaspar de Bragança (1758–1789), 52.º Senhor de Braga, menino da Palhavã
107. D. Frei Caetano da Anunciação Brandão, T.O.R. (1790–1805), 53.° Senhor de Braga
108. D. José (III) da Costa Torres (1807–1813), 54.° Senhor de Braga
109. D. Frei Miguel da Madre de Deus da Cruz, O.F.M. (1815–1827), 55.° e último Senhor de Braga
  - Manuel Pires de Azevedo Loureiro (1827-1835), por ausência do governador e vigário capitular, sede vacante, administrador apostólico
  - António Pires de Azevedo Loureiro (1835-1843), por ausência do governador e vigário capitular, sede vacante, administrador apostólico
110. D. Pedro (V) Paulo de Figueiredo da Cunha e Melo (1843–1855)
111. D. José (IV) Joaquim de Azevedo e Moura (1856–1876)
112. D. Frei João (X) Crisóstomo de Amorim Pessoa, O.F.M. (1876–1883)
113. D. António (I) José de Freitas Honorato (1883–1898)
114. D. Manuel (II) Baptista da Cunha (1899–1913)
115. D. Manuel (III) Vieira de Matos (1915–1932)
116. D. António (II) Bento Martins Júnior (1933–1963)
117. D. Francisco Maria da Silva (1963–1977)
118. D. Eurico Dias Nogueira (1977–1999)
119. D. Jorge (IV) Ferreira da Costa Ortiga (1999–2021)
120. D. José (V) Manuel Garcia Cordeiro (2021-atual)

## Escutismo
- Escutismo nesta diocese: Região de Braga